# Golo
Golo je naselje v Občini Ig.
Golo leži severovzhodno od Mokrca (1058 m) ob cesti Ig - Rob. Skozenj poteka redna avtobusna linija Ig - zapotok.
Župnijska cerkev sv. Marjete je bila zgrajena v 1. tretjini 19. stoletja. Znana je predvsem po opremi. Oltar in prižnico iz druge polovice 18. stoletja so prinesli sem iz opuščene samostanske cerkve Marijinega oznanjenja iz Kostanjevice na Krki.

## NOB
Konec zime 1941/1942 so na Mokrcu taborili partizani. Italijanska vojska je v manjši ofenzivni akciji 19. marca 1943 požgala naselji Golo in Škrilje, v naslednjih dneh pa še nekaj okoliških zaselkov. Ob kapitulacija Italije je bilo na Golem zbirališče prostovoljcev iz Ljubljane za odhod v partizane. Dne 10. septembra 1943 je bila na Golem ustanovljena Ljubljanska brigada.